# Сафарі-клуб
Клуб Сафарі (фр. Safari Club, араб. نادي السفاري, перс. صفری باشگاه, англ. Safari Club) — міжнародний союз розвідувальних органів, створений в 1976 році для боротьби з радянським і комуністичним проникненням в Африку. Об'єднував спецслужби Франції, Марокко, Єгипту, Саудівської Аравії і Ірану. Взаємодіяв з розвідками США та Ізраїлю. Організував кілька військових, фінансових та таємних дипломатичних операцій в контексті антикомуністичного протистояння. 

## Створення

### Завдання організації

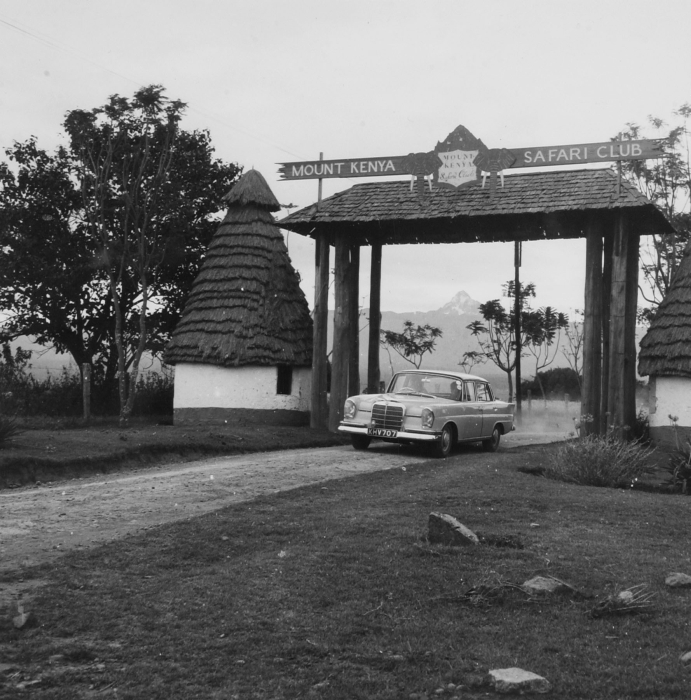
Гірський курорт Сафарі в Кенії ; місце першого організаційного наради Клубу Сафарі

Поштовхом до створення Клубу Сафарі (назва походить від кенійського курорту, де відбулася перша організаційна нарада) слугували ангольські події 1 975 - 1976 років - захоплення влади прорадянською марксистською партією МПЛА. Метою міжнародного альянсу розвідок було протистояння радянської експансії і всебічна підтримка антикомунізму в Африці . Крім того, в статутних завданнях значилися економічна діяльність (зокрема, інвестиції в підприємства ПАР ) і конкретну військову взаємодію. 
 Недавні події в Анголі та інших частинах Африки показали, що континент перетворюється в театр революційних воєн, що провокуються Радянським Союзом за допомогою контрольованих марксистських організацій.  

### Структура та учасники
Ініціатором створення клубу став директор французької Служби зовнішньої документації та контррозвідки Олександр де Маранш. Разом з ним пакт про створення організації підписали директор саудівської Служби загальної розвідки Камаль Адхам, директор єгипетської Служби загальної розвідки Камаль Хасан Алі, начальник марокканської розвідки Ахмед Длімі, шеф іранської спецслужби САВАК Нематолла Насирі. 
Оперативний центр Клуба Сафарі функціонував в Каїрі з 1 вересня 1976 року . Структура включала штаб, секретаріат, відділ планування та оперативний відділ. За фінансування Клубу Сафарі відповідав саудівський мільярдер Аднан Хашоггі. Фінансові операції Клубу здійснювалися через лондонський Міжнародний кредитний і комерційний банк (BCCI).
В цілому розподіл функцій в Клубі Сафарі виглядало наступним чином: Франція надавала технології, Саудівська Аравія - фінанси, Єгипет, Марокко і Іран - війська і зброю. 
ЦРУ США формально не увійшло в Клуб Сафарі. Причиною тому були жорсткі законодавчі обмеження і ліберальна політика адміністрації Джиммі Картера. 

Після Вотергейтського скандалу ваше розвідувальне співтовариство було пов'язано Конгресом. Не було можливості щось робити - посилати шпигунів, писати звіти, платити гроші. Щоб заповнити все це, для боротьби з комунізмом був створений Клуб Сафарі - ділитися інформацією і допомагати один одному в боротьбі з радянським впливом в світі і особливо в Африці.

Принц Саудовської Аравії Туркі ібн Фейсал Аль Сауд

Однак ЦРУ підтримувало з організацією постійні оперативні контакти. Посередником в цих відносинах виступав Генрі Кіссінджер. Оперативні співробітники ЦРУ Теодор Шеклі, Томас Клайнс і Едвін Вілсон таємно брали участь в Клубі . Постійний оперативний зв'язкок підтримувавася з Джорджем Бушем-старшим, на момент створення Клубу - директором ЦРУ, згодом віце-президентом, потім президентом США.

## Основні акції

### У заїрській війні

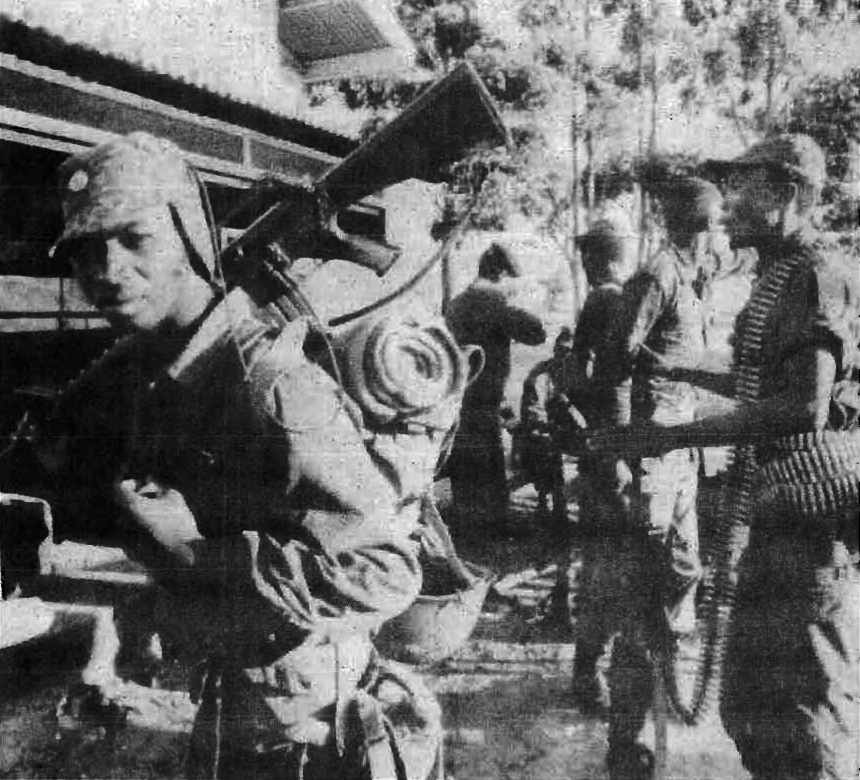
Шаба, 1977. Марокканські війська прибули на допомогу заїрський армії

Першою великою операцією Клубу Сафарі була організація відсічі проангольським лівим заколотникам в заїрській провінції Шаба навесні 1977 року . Клуб надав допомогу президенту Мобуту, організувавши міжнародну участь в придушенні заколоту. Франція надала військово-транспортну авіацію, Єгипет - льотний склад, Марокко - експедиційний корпус, який вирішив результат війни (марокканський член «Клубу Сафарі» генерал Длімі брав особисту участь у військовій операції). Перемога в Шабе дозволила посилити тиск на комуністичний режим Анголи, а також зберегти французький та бельгійський гірничодобувний бізнес в Заїрі. 
Згодом через Клуб Сафарі було організовано фінансування для анголського антикомуністичного руху УНІТА в розмірі 5 млн доларів. 

### У війні на Африканському Розі
Наступним військовим конфліктом, в якому «Клуб Сафарі» взяв активну участь стала Огаденська війна 1977-1978 років  . Клуб підтримав Сомалі, оскільки режим Сіада Барре погодився прийняти військову підтримку на умовах розриву з СРСР. Саудівська Аравія оплатила поставки єгипетського озброєння для сомалійської армії. Іран направив в Сомалі стару бронетехніку. 
Війна на Африканському Розі спровокувала серйозний конфлікт між «Клубом Сафарі» і адміністрацією США. Шах Ірану Мохаммед Реза Пехлеві закликав відкрито виступити на боці Сомалі. Помічник президента США з національної безпеки Збігнев Бжезинський підтримав позицію членів Клубу і запропонував президенту Картеру розгорнути авіаносці в знак підтримки Сомалі. Однак Картер відмовився, обурюючись агресивністю Сіада Барре. 
Плани підтримки Сомалі Картер прийняв лише влітку 1980 року . Однак реалізовувати їх довелося вже наступній адміністрації.

### Близькосхідне посередництво

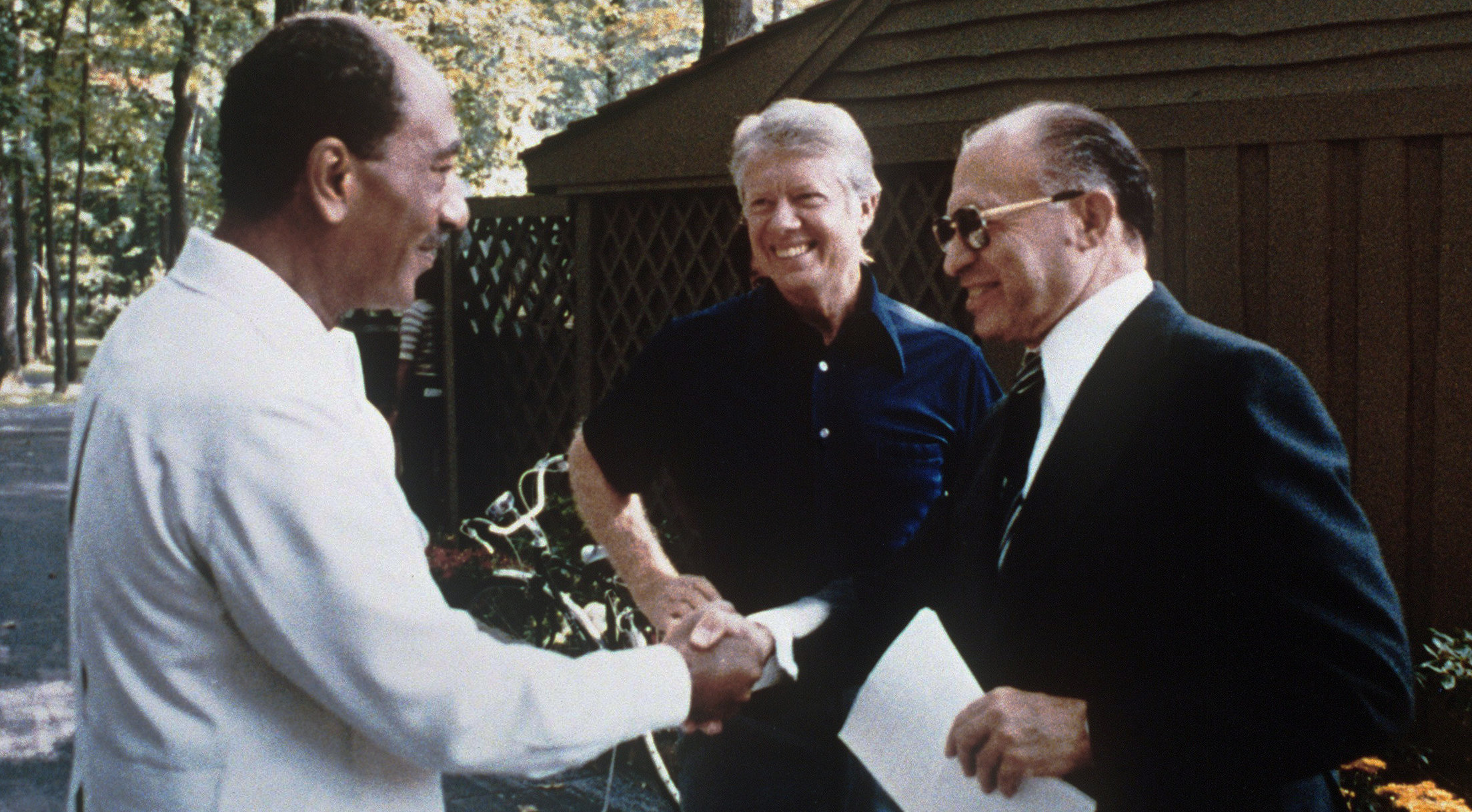
Кемп-Девід, 1978. Анвар Садат, Джиммі Картер, Менахем Бегін : єгипетсько-ізраїльські переговори на вищому рівні при американському посередництва

«Клуб Сафарі» зіграв важливу роль в досягненні єгипетсько-ізраїльських домовленостей, взявши участь в організації візиту президента Садата в Єрусалим (1977), зустрічі в Кемп-Девіді (1978), і підписання мирного договору (1979). 
Цей процес був початий передачею через марокканську розвідку листи Іцхака Рабіна, адресованого Анвар Садату (в ньому містилося попередження про підготовлюваний лівійському нападі ). Далі були секретні переговори в Марокко між ізраїльськими і єгипетськими розвідниками. Згодом Теодор Шеклі фактично дезавуював заяву картерівського директора ЦРУ Стенсфілда Тернера про відмову від особливих відносинах між ЦРУ та Моссадом. 

## Без Ірану при Рейгані
Сильний удар по Клубу Сафарі завдала Ісламська революція в Ірані 1979 року . Сам факт існування Клубу було  оприлюднено  після публікації документів, виявлених в архівах САВАК. Однак організація продовжувала діяти після втрати Ірану (і страти генерала Насирі). При цьому на адресу Клубу Сафарі висувалися звинувачення в навмисному затягуванні кризи з американськими заручниками в Ірані, щоб гарантувати поразку Картера на президентських виборах 1980. 
У 1981 році, коли до влади в США прийшла адміністрація Рональда Рейгана, відносини з США різко змінилися. Оперативну систему Клубу Сафарі взяв під своє курирування новий директор ЦРУ Вільям Кейсі. Солідний оперативний, політичний і фінансовий потенціал Клубу Сафарі був використаний в Доктрині Рейгана. Засновник Клубу Олександр де Маранш в 1980-х був політичним радником Рейгана. 
Координаційна система Клубу Сафарі використовувалася для структури Джемборі. В Африці була налагоджена система постачання армії Жонаса Савімбі з плацдарму в Заїрі. Найважливішим напрямком стала підтримка афганських моджахедів в війні з СРСР. Напрацювання Клубу Сафарі використовувалися і при підтримці армії Нікарагуа контрас. Таким чином, географічна сфера діяльності організації була різко розширена. 
Клуб Сафарі зіграв видну роль при зламі «соціалістичного табору» в останні півтора десятиліття Холодної війни . 